# Michael Sata

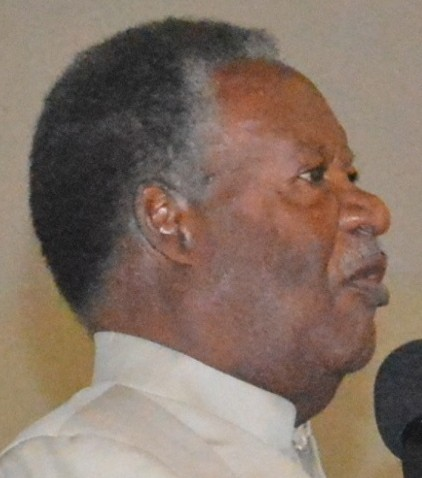
Michael Sata

Michael Chilufya Sata (1937 – 2014) là một chính trị gia Zambia đã được bầu làm Tổng thống thứ năm của Zambia từ 23 tháng 9 năm 2011. Ông lãnh đạo Mặt trận Yêu nước, một đảng chính trị lớn ở Zambia. Dưới thời tổng thống Frederick Chiluba, Sata là một bộ trưởng trong những năm 1990 là một phần của chính phủ Phong trào dân chủ đa đảng, ông đã đi vào phe đối lập vào năm 2001, hình thành Mặt trận yêu nước. Là một nhà lãnh đạo đối lập, Sata thường được gọi là "King Cobra" (rắn hổ mang chúa) nổi lên như ứng cử viên hàng đầu phản đối tổng thống và đối thủ của Tổng thống Levy Mwanawasa trong cuộc bầu cử tổng thống năm 2006, nhưng đã bị đánh bại. Sau khi Mwanawasa qua đời, Sata ''chạy đua'' một lần nữa để giành chiếc ghế Tổng thống nhưng ông đã thua Rupiah Banda vào năm 2008.
Sau mười năm đối lập, Sata đánh bại Banda, đương nhiệm, để giành chiến thắng trong cuộc bầu cử tổng thống tháng 9 năm 2011 với đa số phiếu bầu.